# Yıldırım Akbulut

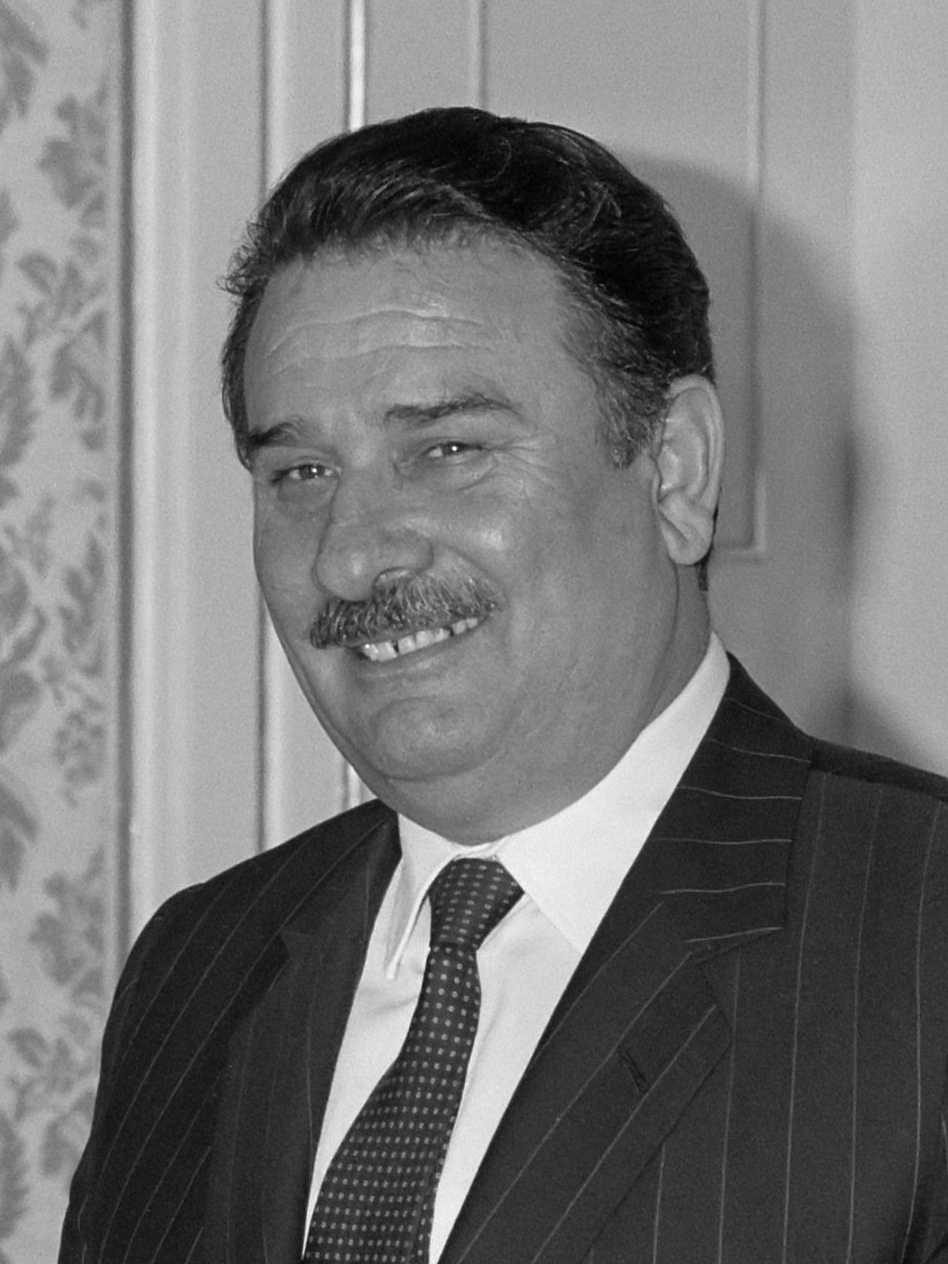
Yıldırım Akbulut (1988)

Yıldırım Akbulut (* 2. September 1935 in Erzincan; † 14. April 2021 in Ankara) war ein türkischer Politiker und von 1989 bis 1991 Ministerpräsident der Türkei.
Yıldırım Akbulut war Mitglied der Anavatan Partisi (Mutterlandspartei). Der Sohn eines Postangestellten studierte Jura an der Universität Istanbul und arbeitete anschließend als Anwalt.
Sein erstes politisches Amt war 1983 das eines Abgeordneten in der Großen Nationalversammlung der Türkei für den Wahlkreis Erzincan. Später war er Innenminister im Kabinett von Turgut Özal. Vom 24. Dezember 1987 bis zum 9. November 1989 war er Parlamentspräsident.
Nach der Wahl Özals zum Staatspräsidenten der Türkei wurde Akbulut Ministerpräsident und hatte dieses Amt vom 9. November 1989 bis zum 23. Juni 1991 inne. Jedoch übte Özal in dieser Zeit weiterhin Einfluss auf die Regierungsgeschäfte aus, während Akbulut kaum eigenes Profil zeigte.
Vom 20. Mai 1999 bis zum 30. September 2000 war Akbulut zum zweiten Mal Parlamentspräsident. Yıldırım Akbulut war verheiratet und Vater von drei Töchtern.
1991 wurde ihm die Ehrenbürgerschaft von Busan verliehen. Akbulut wurde 1999 durch den rumänischen Staatspräsidenten Emil Constantinescu der Staatsorden verliehen.
Am 14. April 2021 starb er im Alter von 85 Jahren in Ankara.
Eine Woche später wurde der Flughafen Erzincan nach ihm benannt.